# Crudia zeylanica
Crudia zeylanica é uma espécie de legume da família Fabaceae.
Apenas pode ser encontrada no Sri Lanka.